# Nikanor (Browkowicz)
Nikanor, imię świeckie Aleksandr Iwanowicz Browkowicz (ur. 17 listopada?/29 listopada 1826, zm. 15 grudnia?/27 grudnia 1890) – biskup Rosyjskiego Kościoła Prawosławnego, filozof.

## Życiorys
Naukę teologii rozpoczął w seminarium duchownym w Mohylewie. W 1842, jako jeden z jego najlepszych słuchaczy, otrzymał stypendium umożliwiające jej kontynuowanie w seminarium petersburskim. W 1847, po jego ukończeniu, rozpoczął studia w Petersburskiej Akademii Duchownej. Jako jej student 16 września 1850 złożył wieczyste śluby mnisze, 26 września tego samego roku został wyświęcony na hierodiakona, zaś 30 czerwca 1851 – na hieromnicha. W 1852 obronił dysertację magisterską w dziedzinie teologii. Wykładał na Akademii, której był absolwentem; następnie od 1856 do 1857 kierował jako rektor seminarium w Rydze, od 1857 do 1864 – seminarium w Saratowie, od 1865 do 1868 – seminarium w Połocku, zaś od 1868 do 1871 – Kazańskiej Akademii Duchownej. W 1869 otrzymał tytuł naukowy doktora.
4 lipca 1871 miała miejsce jego chirotonia na biskupa aksajskiego, wikariusza eparchii dońskiej. W ceremonii jako konsekratorzy wzięli udział metropolita nowogrodzki i petersburski Izydor, biskupi tulski Nikanor i kiszyniowski Paweł. Od 1876 był biskupem ufijskim, zaś od 1883 do śmierci – chersońskim i odeskim. Został pochowany w soborze katedralnym w Odessie.